# Monoarticulaire spier
Een monoarticulaire spier is een spier die zijn functie uitoefent over één gewricht. 
Bijvoorbeeld de musculus vastus lateralis werkt over de articulus genus met als functie extensie.